# 안시 아골리
안시 아골리(알바니아어: Ansi Agolli, 1982년 10월 11일 ~ )는 알바니아의 전 축구 선수로 현역 시절 포지션은 레프트 백이었다.

## 선수 경력

### 클럽
2000년 KF 티라나에서 데뷔하여 2004-05 시즌까지 공식전 72경기 9골을 기록하며 리그 2연패(2003-04, 2004-05) 및 2연속 준우승(2000-01, 2001-02), 알바니아컵 2연패(2000-01, 2001-02), 알바니아 슈퍼컵 3회 우승(2000, 2002, 2003), 2004년 알바니아 슈퍼컵 준우승, 2004-05년 알바니아컵 준우승 등에 공헌했고 2002-03 시즌에는 아폴로니아 피에르에서 임대 선수로 리그 12경기 1골을 기록했다.
2004-05 시즌을 마친 후 스위스 슈퍼리그의 뇌샤텔 크사막스로 이적하여 2005-06 시즌 공식전 32경기 4골을 뽑아냈고 팀이 2부 리그로 강등된 후 스위스 슈퍼리그의 FC 루체른으로 적을 옮겨 2006-07 시즌 리그 8경기를 소화했다.
그 후 2007 시즌부터 2008 시즌까지 핀란드 1부 리그의 바산 팔로세우라에서 33경기 1골을 기록한 후 2008-09 시즌 개막을 앞두고 친정팀인 KF 티라나로 임대 이적하여 공식전 37경기 5골을 기록하며 리그 우승, 알바니아컵 준우승에 기여했다.
이후 2008-09 시즌을 마치고 우크라이나 프리미어리그의 크리우바스 크리비리흐로 이적하여 리그 13경기를 소화한 뒤 2010-11 시즌을 앞두고 아제르바이잔 프리미어리그의 강호 가라바흐 FK로 이적하여 2018-19 시즌까지 공식전 317경기 4골을 뽑아내며 리그 5연패(2013-14, 2014-15, 2015-16, 2016-17, 2017-18) 및 2012-13 시즌 리그 준우승, 2010-11 시즌 리그 3위, 아제르바이잔컵 3연패(2014-15, 2015-16, 2016-17) 등에 공헌했다.
그리고 2018-19 시즌을 마친 후 가라바흐를 떠나 미국 3부 리그 소속팀인 뉴욕 코스모스의 유니폼으로 갈아입은 후 2019 시즌에는 미국 4부 리그 소속팀인 뉴욕 코스모스 B팀에서 23경기 3골을 기록하며 팀의 북동부지구 우승, 노스 애슬레틱 컨퍼런스 우승, 최종 플레이오프 준우승에 기여했으며 2019 시즌 종료 후 1군팀에 콜업되었다.

### 국가대표팀
2005년 9월 3일 카자흐스탄과의 2006년 FIFA 월드컵 유럽 지역 예선 2조 10차전(2-1 승)에서 국제 A매치 데뷔전을 치렀고 그로부터 약 4년 후인 2009년 6월 10일 조지아와의 친선 경기에서 A매치 데뷔골을 신고했다.
이후 2016년 5월 21일 UEFA 유로 2016 본선 27인 예비 명단에 포함되었다가 열흘 후인 31일 마침내 최종 23인 엔트리에 합류하며 데뷔 이후 첫 메이저 대회 본선 출전이라는 감격스러운 상황을 맞이했다.
그리고 유로 2016 본선 3경기(스위스전, 프랑스전, 루마니아전)에 모두 선발로 출전하여 알바니아의 유로 대회 사상 첫 승이자 메이저 대회 첫 승(루마니아전)에 기여했으며 2018년까지 A매치 통산 73경기 3골을 기록했다.

## 수상

### 클럽
KF 티라나
- 알바니아 수페르리가 : 우승 (2003-04, 2004-05, 2008-09), 준우승 (2000-01, 2001-02)
- 알바니아컵 : 우승 (2000–01, 2001-02), 준우승 (2004-05, 2008-09)
- 알바니아 슈퍼컵 : 우승 (2000, 2002, 2003), 준우승 (2004)

 가라바흐 FK
- 아제르바이잔 프리미어리그 : 우승 (2013-14, 2014-15, 2015-16), 준우승 (2012-13), 3위 (2010-11)
- 아제르바이잔컵 : 우승 (2014-15, 2015-16, 2016-17)

 뉴욕 코스모스 B
- 내셔널 프리미어 사커 리그 : 준우승 (2019)

### 개인
- 카라바흐 FK 올해의 선수 : 2014–15[2]